# Ukrajinsk
Ukrajinsk (ukrainsk: Українськ) er en by i kommunen Selydove, Donetsk oblast (provins) i Ukraine.
Byen har en befolkning på omkring 10.837  (2021,  13.236 i 2001).
Ukrajinsk ligger i Donbass og hører administrativt til bydistriktet Selydove, som ligger 10 km nordpå. Oblastens centrum Donetsk ligger 45 km sydøst for Ukrajinsk.